# Никонорова Наталія Юріївна
Наталія Юріївна Никонорова (рос. Наталья Юрьевна Никонорова; нар.. 28 вересня 1984) — українсько-російський політик, сенаторка Російської Федерації від самопроголошеної Донецької Народної Республіки з 2022 року. Раніше обіймала посаду міністра закордонних справ республіки з 2016 року до її широко невизнаної міжнародною спільнотою спроби анексії окупованих територій України Росією в 2022 році.
Як міністр закордонних справ Никонорова представляла свій регіон у Тристоронній контактній групі з мирного врегулювання ситуації на сході України.

## Походження та навчання
Наталія Никонорова народилася 28 вересня 1984 року в Донецьку. У 2001 році закінчила середню школу № 115 м. Донецька та вступила до Міжнародного Соломонового університету в Києві. У 2005 році перейшла на юридичний факультет Київського національного економічного університету, який закінчила у 2006 році.

## Кар'єра
З 2006 по 2012 рік Никонорова працювала помічником народних депутатів України Святослава Піскуна та Геннадія Москаля. У цей період навчалася в аспірантурі Корецького КІХП, у 2012 році вступила до Міжрегіональної академії управління персоналом.
Під час проросійських заворушень в Україні 2014 року Наталя Никонорова підтримала створення Донецької народної республіки (ДНР) як незалежної держави та була призначена керівником юридичного управління новоствореного парламенту самопроголошеної республіки.
У 2016 році Никонорова була призначена міністром закордонних справ ДНР, а пізніше була додана додаткова роль голови Міжвідомчого комітету з акредитації гуманітарних місій. З 2018 року вона також була постійним представником ДНР у Тристоронній контактній групі з мирного врегулювання ситуації на сході України, яка діяла для припинення російсько-української війни.
Її посаду було скасовано після незаконного проголошення про входження регіону до складу Росії у 2022 році, а глава ДНР Денис Пушилін згодом призначив її співпредставником Донецька в Раді Федерації РФ.

## Особисте життя
Її брат Олексій Юрійович Никоноров також був юристом, працював у парламенті самопроголошеної ДНР і брав участь як його представник на переговорах щодо Мінських угод. Їх мати брала участь у виборчій кампанії президента Донецького металургійного комбінату Олександра Риженкова до Верховної Ради України, співпрацювала разом з головою Ленінського райвиконкому Донецька Тамарою Єгоренко, а також з Рінатом Ахметовим. Про це заявив генеральний директор Метінвесту Юрій Риженков.